# キアラ・アルカンジェリ
キアラ・アルカンジェリ（Chiara Arcangeli、1983年2月14日 - ）は、イタリアの元女子バレーボール選手。ポジションはリベロ。元イタリア代表。

## 来歴
1998年、ジュニアのときに地元のクラブペルージャに加入した。2001-02シーズンからプロとしてのキャリアをスタートさせると、10シーズン活躍し、2005-06シーズン、2007-08には欧州チャンピオンズリーグで優勝した。2011年に所属クラブがセリエAから撤退すると、活躍の場をフランスの強豪RCカンヌへ移した。
2005年にイタリア代表に初選出される。同年のワールドグランプリでは正リベロを務め、銀メダルを獲得した。2010年の日本で行われた世界選手権に出場した。

## 球歴
- 世界選手権 - 2010年
- ワールドグランプリ - 2005年

## 受賞歴
- 2005年 Coppa CEV 2004-05 ベストリベロ賞
- 2007年 Coppa CEV 2006-07 ベストリベロ賞

## 所属クラブ
- ペルージャ（2001-2011年）
- Universal Modena（2011年）
- RCカンヌ（2012-2014年）
- LJ Volley（2014-2016年）
- パッラヴォーロ・モンツァ（2016-2019年）